# Johannes Uhl

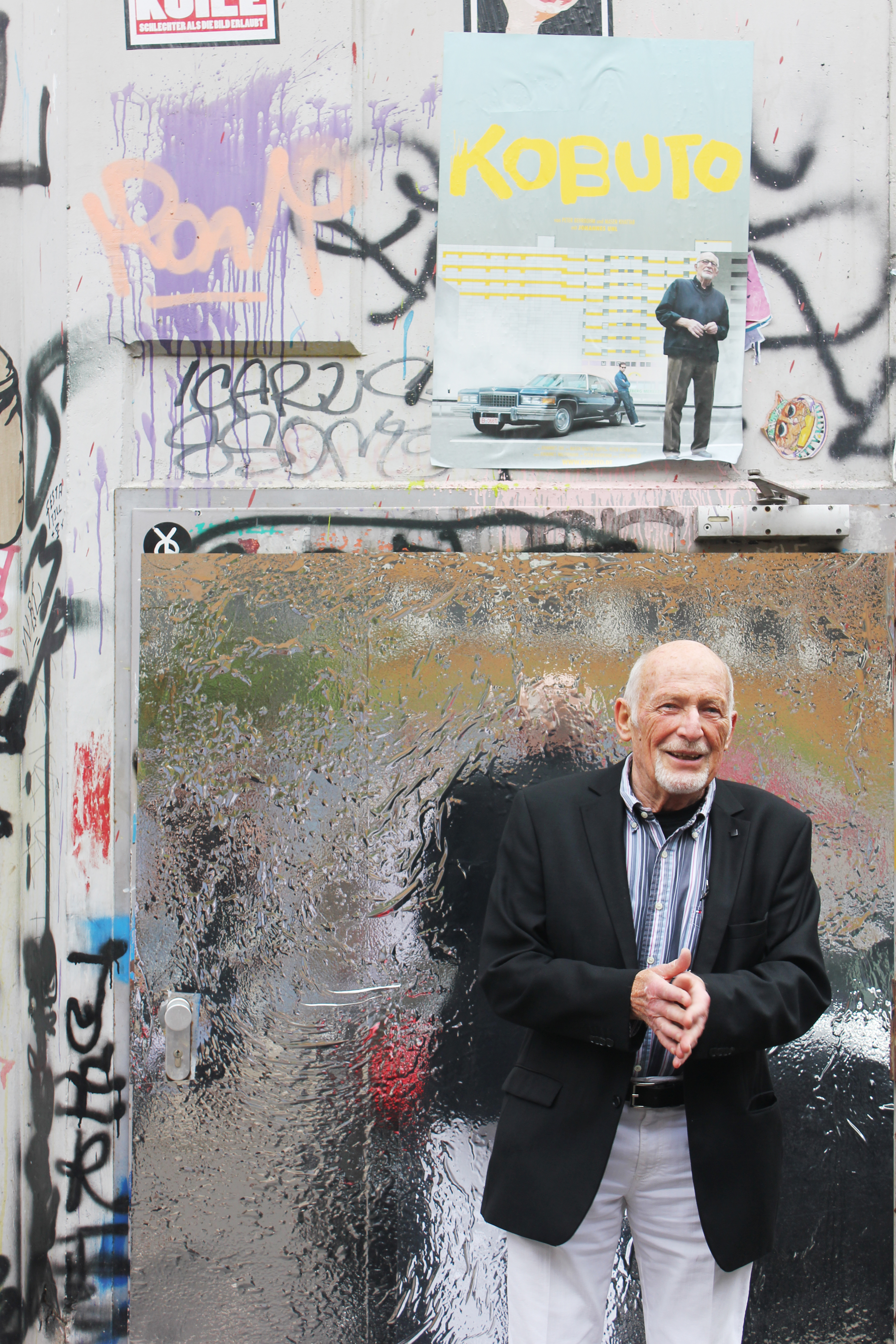
Johannes Uhl vor dem Zentrum Kreuzberg (NKZ), 2017

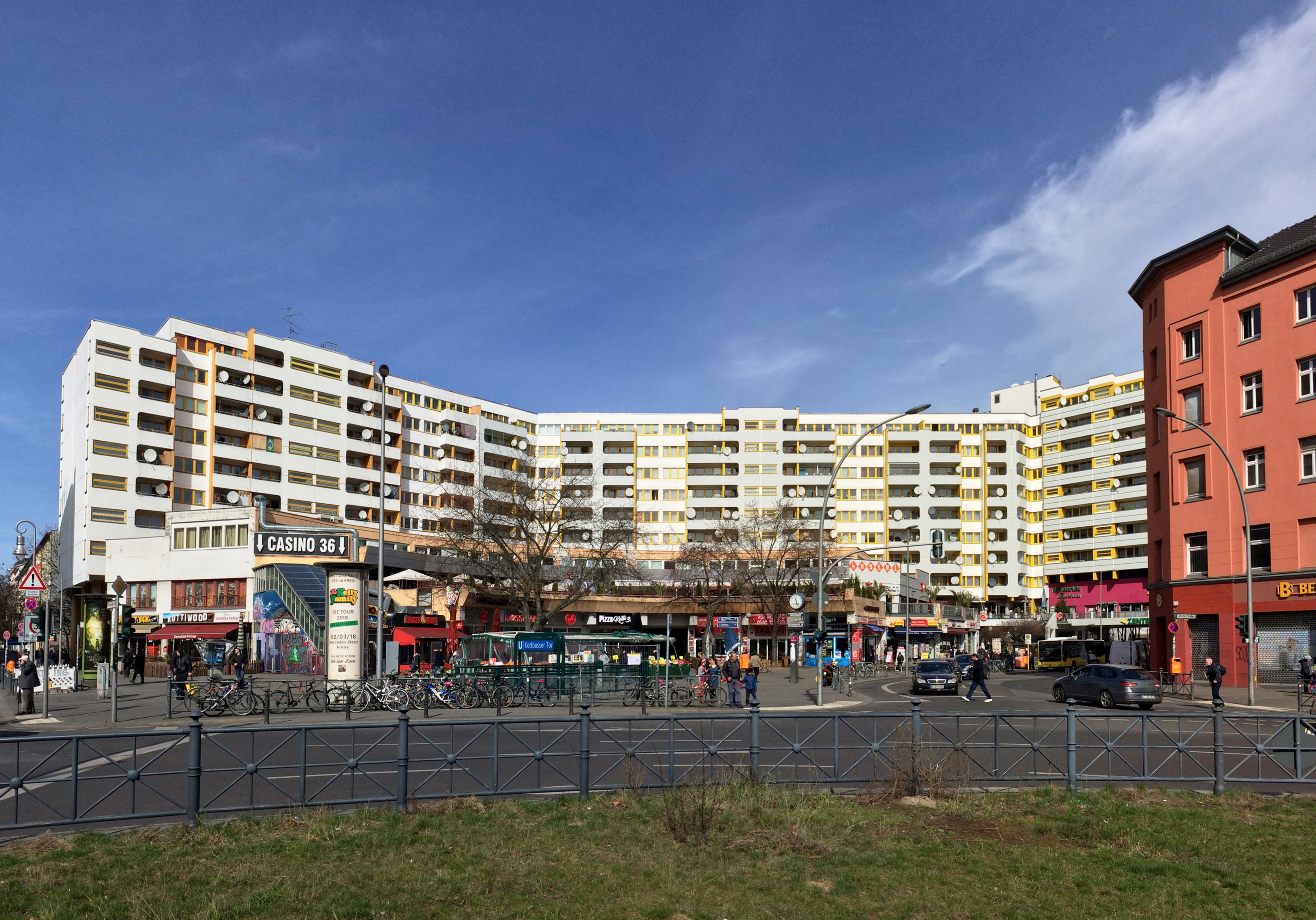
Zentrum Kreuzberg (NKZ), 1969–1974

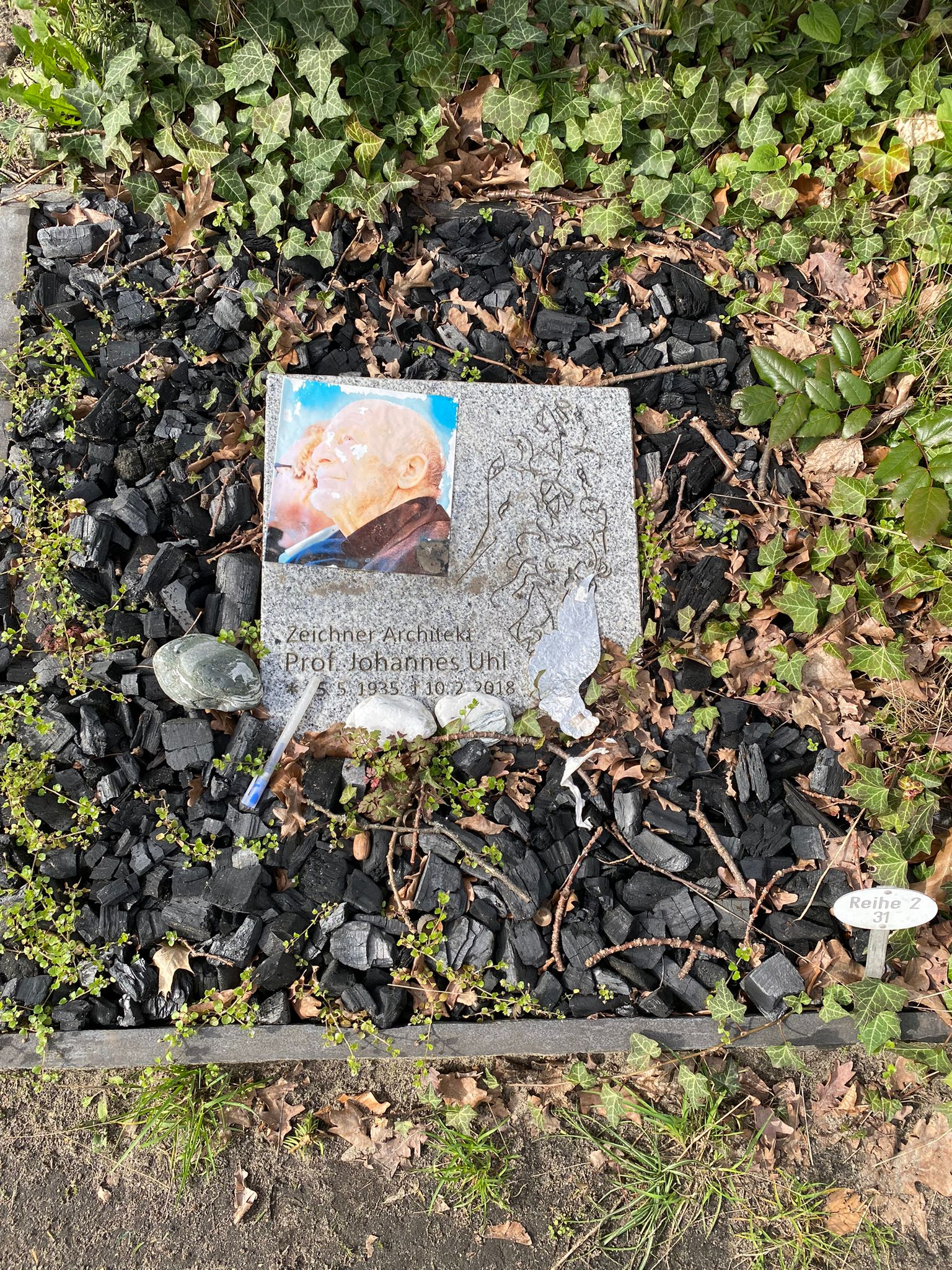
Grabstätte auf dem Friedhof Grunewald

Johannes Uhl (* 25. Mai 1935 in Sankt Ingbert; † 10. Februar 2018 in Berlin) war ein deutscher Architekt, Autor und Hochschullehrer. Seine bekannteste Planung ist das Neue Kreuzberger Zentrum (NKZ) am Kottbusser Tor in Berlin-Kreuzberg. Er war von 1971 bis 2015 Professor für Architektur an der Universität Stuttgart.
Seine letzte Ruhestätte fand Johannes Uhl auf dem Friedhof Grunewald (Reihe 2/31).

## Werk

### Ausgeführte Bauten (Auswahl)
- 1968–1971, 1973–1975: Seniorenwohnhaus am Schlosspark Charlottenburg, Spandauer Damm (Erweiterungsbau 1970er Jahre mit Michael Klewer)[3]
- 1969–1974: Neues Kreuzberger Zentrum (NKZ) in Berlin-Kreuzberg (mit Wolfgang Jokisch)[4]
- 1974: Wohnbebauung Bernauer Straße 149 in Berlin-Tegel (mit Michael Klewer)[3]
- 1976: Wohnanlage Siemensstraße 12 und 15 in Berlin-Moabit (mit Hasso von Werder, Uwe Pompinon und Klaus Beyersdorff)[3]
- 1976–1980: Koordination der Planung der Wohnanlage Ritterstraße-Süd, genannt Konzepta in Berlin-Kreuzberg[5]
- 1979–1980: Wohnhaus Fuldastraße 21 in Berlin-Neukölln (mit Wolfgang Müller)[3]
- 1980–1981: Wohnhäuser Pommersche Straße 14 und 14a in Berlin-Wilmersdorf[3]
- 1980–1982: Mehrfamilienvilla Rheinbabenallee 23 in Berlin-Grunewald[6][7]
- 1981–1982: Wohnhäuser Letteallee 75–85 in Berlin-Reinickendorf[8]
- 1981–1985: Wohn und Geschäftshaus Gussek-Haus Haubachstraße 33 in Berlin-Charlottenburg[9]
- 1982–1983: Wohnhäuser Lynarstraße 2/2a in Berlin-Wedding[10]
- 1983–1986: Wohnhaus Reichenberger Straße 108 in Berlin-Kreuzberg[1]
- Um 1990: Hotel und Geschäftshaus Hasenheide 14/15 in Berlin-Kreuzberg[1]
- 1995: Logistikzentrum der Firma Möbel Hübner[1] in Ahrensfelde[11]

### Publikationen (Auswahl)
- Zeichnungen zum Zwecke Architektur, Berlin 1975.
- Technische Zeichnung, Berlin 1981.
- Zeichnen und bauen - building and drawing, Berlin 1987, ISBN 3-88531-054-6.
- Industrie- und Gewerbebauten aus Stahl, Augsburg 1998.
- Zeichnen und Entwerfen. Eine Kompositionslehre in Strichfolgen. Nicht nur für Architekten, Basel 1998.
- Über die Zeichenhaftigkeit der Skizze oder Die Botschaft der Engel, Berlin 2014.